# Старий Дзежгонь
Старий Дзежгонь (пол. Stary Dzierzgoń, нім. Alt Christburg) — село в Польщі, у гміні Старий Дзежгонь Штумського повіту Поморського воєводства.
Населення — 499 осіб (2011).
У 1975-1998 роках село належало до Ельблонзького воєводства.

## Демографія
Демографічна структура станом на 31 березня 2011 року:
|          | Загалом | Допрацездатний вік | Працездатний вік | Постпрацездатний вік |
| -------- | ------- | ------------------ | ---------------- | -------------------- |
| Чоловіки | 254     | 63                 | 174              | 17                   |
| Жінки    | 245     | 50                 | 154              | 41                   |
| Разом    | 499     | 113                | 328              | 58                   |